# Saulo Levindo Coelho
Saulo Levindo Coelho (Belo Horizonte, 29 de setembro de 1949) é um administrador de empresas e político brasileiro.

## Biografia
Filho de Levindo Ozanam Coelho e Cibele Pinto Coelho. Formado em Administração de Empresas pela Fundação Mineira de Educação e Cultura em 1974 é presidente do Instituto Educacional Governador Ozanam Coelho em Ubá e foi diretor do jornal Folha do Povo na referida cidade. Auditor da Arthur Andersen, analista de projetos do Banco de Desenvolvimento de Minas Gerais e assistente administrativo-financeiro de consórcios ao longo da década de 1970, foi presidente da Fundação Ouro Branco (ligada à Açominas) entre 1977 e 1988. Ingressou na política por influência paterna e foi eleito suplente de deputado federal pelo PFL em 1986. Efetivado após a eleição de Pimenta da Veiga para a prefeitura de Belo Horizonte em 1988 e reeleito em 1990, integrou o diretório estadual do PSDB e depois presidiu o diretório municipal em Ubá. No último ano do governo Eduardo Azeredo foi diretor de apoio do Banco de Desenvolvimento de Minas Gerais e conselheiro da Agência Nacional de Telecomunicações (ANATEL) no primeiro ano de Pimenta da Veiga como Ministro das Comunicações. Suplente de deputado federal em 1998, chegou a exercer o mandato. Desde então, é provedor da Santa Casa de Misericórdia de Belo Horizonte ha 12 anos.Em 26.02.13, assumiu a presidencia da CMB - Confederacao das Santas Casas e Hospitais Filantropicos.